# Potter County (Texas)
Das Potter County ist ein County im US-Bundesstaat Texas der Vereinigten Staaten. Das U.S. Census Bureau hat bei der Volkszählung 2020 eine Einwohnerzahl von 118.525 ermittelt. Der Sitz der County-Verwaltung (County Seat) befindet sich in Amarillo.

## Geographie
Das County liegt im Nordwesten von Texas, im Texas Panhandle, ist im Westen etwa 50 km von New Mexico und im Norden etwa 60 km von Oklahoma entfernt. Es hat eine Fläche von 2388 Quadratkilometern, wovon 33 Quadratkilometer Wasserfläche in Form des Canadian River und dem südlichen Teil des Stausees Lake Meredith ist. Das County grenzt im Uhrzeigersinn an folgende Countys: Moore County, Carson County, Randall County und Oldham County.
Der Lake Meredith ist als Lake Meredith National Recreation Area ausgewiesen und wird vom National Park Service betreut. Am Rand des Gebietes liegt das Alibates Flint Quarries National Monument, ein kleines Schutzgebiet vom Typ eines National Monuments. Es bewahrt Fundstellen von Feuerstein, die von Indianern und ihren Vorgänger-Kulturen zwischen 11.000 v. Chr. und ca. 1870 nutzen, um aus dem Material Werkzeuge und Waffen zu fertigen.

## Geschichte
Potter County wurde 1876 aus Teilen des Bexar County gebildet. Benannt wurde es nach Robert Potter, einem Marineminister der Republik Texas und Unterzeichner der texanischen Unabhängigkeitserklärung.

## Demografische Daten

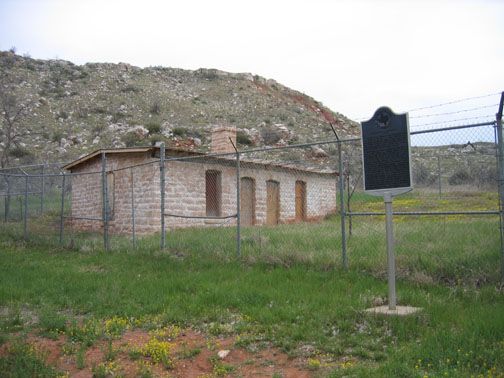
Das 1903 erbaute McBride Ranch House ist seit April 1975 im NRHP eingetragen.

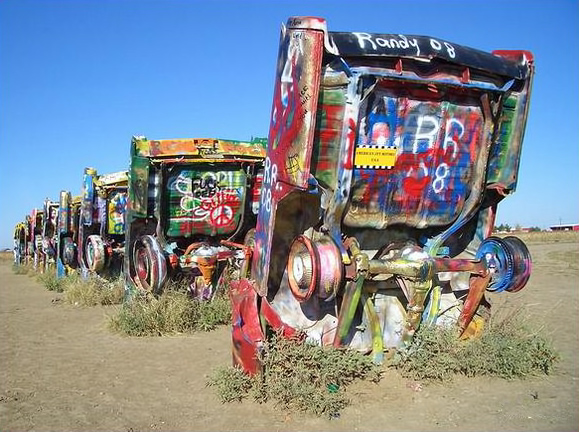
Die Cadillac Ranch

Nach der Volkszählung im Jahr 2000 lebten im Potter County 113.546 Menschen in 40.760 Haushalten und 27.472 Familien. Die Bevölkerungsdichte betrug 48 Einwohner pro Quadratkilometer. Ethnisch betrachtet setzte sich die Bevölkerung zusammen aus 68,60 Prozent Weißen, 9,96 Prozent Afroamerikanern, 0,87 Prozent amerikanischen Ureinwohnern, 2,49 Prozent Asiaten, 0,04 Prozent Bewohnern aus dem pazifischen Inselraum und 15,44 Prozent aus anderen ethnischen Gruppen; 2,60 Prozent stammten von zwei oder mehr Ethnien ab. 28,11 Prozent der Einwohner waren spanischer oder lateinamerikanischer Abstammung.
Von den 40.760 Haushalten hatten 34,7 Prozent Kinder oder Jugendliche, die mit ihnen zusammen lebten. 47,4 Prozent waren verheiratete, zusammenlebende Paare, 15,0 Prozent waren allein erziehende Mütter und 32,6 Prozent waren keine Familien. 27,6 Prozent waren Singlehaushalte und in 10,1 Prozent lebten Menschen im Alter von 65 Jahren oder darüber. Die durchschnittliche Haushaltsgröße betrug 2,61 und die durchschnittliche Familiengröße betrug 3,21 Personen.
28,0 Prozent der Bevölkerung war unter 18 Jahre alt, 11,1 Prozent zwischen 18 und 24, 30,1 Prozent zwischen 25 und 44, 19,1 Prozent zwischen 45 und 64 und 11,7 Prozent waren 65 Jahre alt oder älter. Das Durchschnittsalter betrug 32 Jahre. Auf 100 weibliche Personen kamen 100,9 männliche Personen und auf 100 Frauen im Alter von 18 Jahren oder darüber kamen 100,2 Männer.

Das jährliche Durchschnittseinkommen eines Haushalts betrug 29.492 USD, das Durchschnittseinkommen einer Familie betrug 35.321 USD. Männer hatten ein Durchschnittseinkommen von 26.123 USD, Frauen 20.275 USD. Das Prokopfeinkommen betrug 14.947 USD. 15,2 Prozent der Familien und 19,2 Prozent der Einwohner lebten unterhalb der Armutsgrenze.

## Kultur und Sehenswürdigkeiten

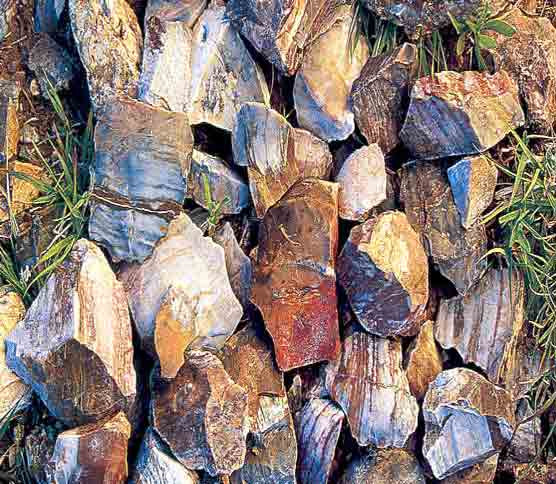
Feuersteine im Alibates Flint Quarries National Monument

35 Bauwerke, Bezirke und Stätten im County sind im National Register of Historic Places („Nationales Verzeichnis historischer Orte“; NRHP) eingetragen (Stand 30. November 2021). Von diesen hat die Stätte Alibates Flint Quarries seit 1965 den Status eines National Monuments.

## Orte im County
- Ady
- Amarillo
- Bishop Hills
- Boden
- Bushland
- Chunky
- Cliffside
- Dumas Junction
- Folsom
- Gentry
- Gluck
- Juilliard
- Marsh
- Pleasant Valley
- Puente
- Pullman
- Saint Francis
- Soncy